# رابرت هوی (تنیس‌باز)
 رابرت هوی (انگلیسی: Robert Howe؛ زاده ۳ اوت ۱۹۲۵) یک تنیس‌باز اهل استرالیا است.